# 梁椿
梁 椿（りょう ちん、生年不詳 - 561年）は、中国の西魏・北周の軍人。字は千年。本貫は代郡。

## 経歴
梁提の子として生まれた。統軍として爾朱栄に従って洛陽に入り、爾朱栄の下で葛栄を滏口で破って、軍功により都将に進んだ。後に賀抜岳の下で万俟醜奴・蕭宝寅らを討ち、中堅将軍・屯騎校尉・子都督に転じた。531年、征西将軍・金紫光禄大夫に任ぜられた。532年、高平郡太守となり、盧奴県男に封ぜられた。孝武帝が即位すると、都督に進んだ。534年、宇文泰の下で侯莫陳悦を平定し、衛将軍・右光禄大夫に任ぜられた。535年、欒城県伯に進んだ。隴東郡太守として出向した。まもなく爵位は公に進み、梁州刺史に転じた。537年、弘農を落とし、沙苑の戦いに出陣し、独孤信とともに洛陽に入ると、宇文貴の下で東魏の堯雄らを撃破して、戦功を重ねた。車騎大将軍・儀同三司・大都督に任ぜられた。538年、河橋の戦いに参加し、爵位は東平郡公に進んだ。侍中・驃騎大将軍・開府儀同三司に転じた。541年、于謹の下で稽胡の劉平伏を討ち、別帥の劉持塞を捕らえた。また独孤信の下で岷州羌の梁仚定を討ち、これを破った。清州刺史に任ぜられた。547年、李弼の下で潁川に赴き、侯景を支援した。別に閻韓鎮を攻め、鎮城の徐衛を斬った。このため城主の卜貴洛が軍士1000人を率いて降った。557年、北周の孝閔帝が即位すると、華州刺史に任ぜられ、清陵郡公に改封された。558年、入朝して少保となり、少傅に転じた。561年、大将軍に任ぜられた。在職中に死去した。恒敷延丹寧五州諸軍事・恒州刺史の位を追贈され、諡を烈といった。
子の梁明が後を嗣ぎ、上州刺史・楽陵郡公となった。

## 伝記資料
- 『周書』巻27 列伝第19
- 『北史』巻65 列伝第53